# Мінні тральщики типу «Венчурер»
Мінні тральщики типу «Венчурер» (англ. Venturer-class minesweeper) - траулери, переобладнані на мінні тральщики для ВМС Великої Британії у 1978 році.
Всього було 2 кораблі цього типу
- HMS Venturer (MO8) - оригінальна назва «Suffolk Harvester»
- HMS St David (MO7) - оригінальна назва «Suffolk Monarch»

У 1983 році кораблі повернуті власнику з початковими назвами та переобладнані на рятувальні судна для нафтових платформ.